# Cairo, West Virginia
Cairo är en ort i Ritchie County i delstaten West Virginia, USA.